# Paya (Blechspielzeug)

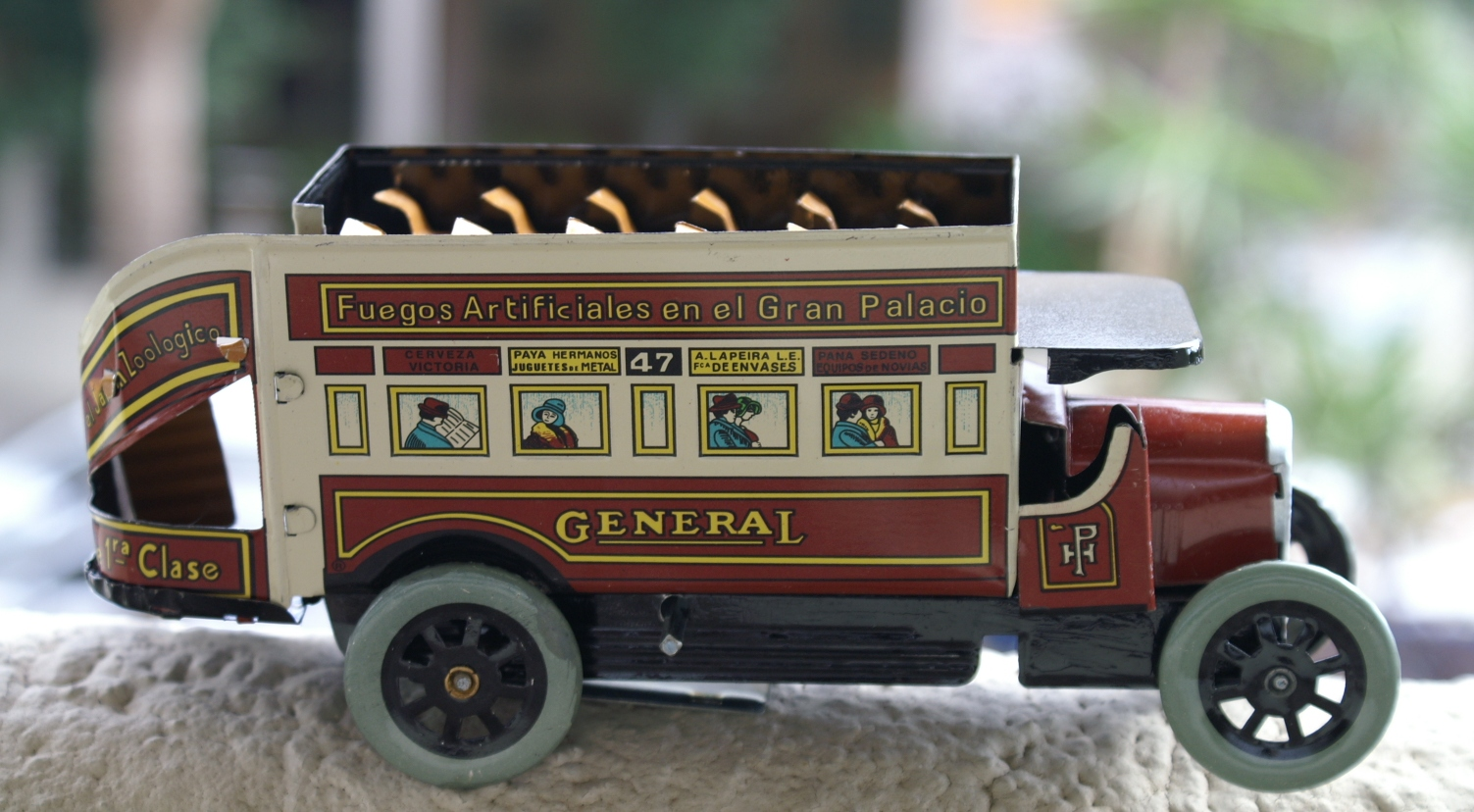
Paya Blechspielzeug

Paya (auch bekannt unter dem Namen Payá Hermanos) war ein spanischer Hersteller von mechanischem Blechspielzeug sowie Modellautos und Modelleisenbahnen. Das Unternehmen ging auf die Gründung durch die Brüder Pascual, Emilio und Vicente Payá Lloret  in Ibi (Spanien) zurück.

## Firmengeschichte
Im Jahr 1902 fingen die Brüder Payá Lloret in den Fabrikanlagen für Blechwaren und Metallgießerei, die ihr Vater Rafael Payá Picó in Ibi aufgebaut hatte, mit der Herstellung von Spielzeug aus Metall an. Drei Jahre später, 1905, gründeten sie das Unternehmen La Sin Rival Payá Hermanos, única en España en trabajos adelantados (was so viel wie: „Die konkurrenzlose Payá Hermanos, in Spanien einzigartig für fortgeschrittene Arbeiten“ bedeutet); ein Werbeslogan zur damaligen Zeit.
Ab 1909 war das Unternehmen Payá Hermanos auf regionalen und nationalen Ausstellungen sowie internationalen Messen vertreten, auf denen man durch die gute Qualität des Spielzeugs oft die höchsten Auszeichnungen erhielt. Im Jahr 1910 begann Payá Hermanos, als erster in Spanien, mit der Herstellung von federbetriebenen Blechspielzeugen, hauptsächlich Automodellen. Dadurch wurde es möglich, mit anderen internationalen Blechspielzeugherstellern in Wettbewerb zu treten. Von 1986 an wurde von der Nachfolge-Gesellschaft Sociedad Cooperativa Payá auf der Nürnberger Spielwarenmesse diese Tradition fortgesetzt.
Nach Ausbruch des Ersten Weltkriegs 1914 erhöhte Payá die Produktion, da sich die anderen europäischen Hersteller mit der Produktion von Kriegsmaterial beschäftigten. Ab dieser Zeit erlebte Payá Hermanos eine ständig wachsende Entwicklung, die ihren Höhepunkt erreichte, als Raimundo Payá die Unternehmensführung übernahm. 1930 ließ dieser innovative Unternehmer den berühmten Spielzeug-Bugatti für Cafés Marcilla herstellen. Zudem startete er 1933 die Produktion von Blechspielzeug-Eisenbahnen. Wurden zunächst Uhrwerkbahnen in Spurweite 00 hergestellt, so produzierte man ab 1948 elektrische Dreileiter-Gleichstrom-Bahnen mit Spurweite S, ab 1959 wurde auf Spur H0 umgestellt. In den 1970er Jahren wurde das Modellbahn-Sortiment von Blech auf günstigeren Kunststoff umgestellt.
Während des Spanischen Bürgerkriegs wurde das Unternehmen Payá Hermanos kollektiviert und in den Werkhallen wurde Munition produziert.
Ab 1940 begann man wieder mit der Herstellung von Spielzeug und es wurden auch Neuheiten in die Produktion mit aufgenommen, so zum Beispiel die Modelle der Packard-Automobile. 1950 war Payá Hermanos das erste spanische Unternehmen, das eine an die Spielzeugherstellung angepasste Spritzmaschine für Kunststoff und Leichtmetalllegierungen verwendete. Ab jetzt wurden zahlreiche neue Produktionsmethoden eingeführt, so zum Beispiel die Fließbandarbeit, die Mechanisierung der Arbeitsprozesse, die Verwendung von Kunststoffen wurde erweitert und Qualität und Design der Spielwaren wurden verbessert.
Bevor das Unternehmen Payá Hermanos, das noch bis 1982 Bestand hatte, letztendlich 1984 in eine Stiftung überführt wurde und Teile der Fabrikhallen zum Museum Museo Valenciano del Juguete kamen, feierte die Nachfolgegesellschaft „Sociedad Cooperativa Payá“ im Jahr 2005 das hundertjährige Bestehen des Unternehmens.
Heute besteht der Spielwarenhersteller nicht mehr.